# Mile Škorić
Mile Škorić (* 19. Juni 1991 in Vinkovci) ist ein kroatischer Fußballspieler. Der Innenverteidiger spielt seit 2025 beim HNK Rijeka. 

## Karriere

### Verein
Škorić spielte in seiner Jugend zunächst für Cibalia Vinkovci. 2006 wechselte er in die Jugendabteilung des NK Osijek. Im März 2008 gab er im Alter von 16 Jahren sein Debüt für die erste Mannschaft in der 1. HNL als er in der 90. Minute eingewechselt wurde. Bis Ende der Saison stand er dann nicht mehr im Kader. Zu Beginn der nächsten Spielzeit kam er zunächst in vier Partien zum Einsatz, musste dann aber erneut fast sechs Monate auf die nächste Spielpraxis warten. Auch in der nächsten Saison zeichnete sich ein ähnliches Bild ab – auf fünf Einsätze folgte eine dreimonatige Pause. Im Anschluss reichte es lediglich für Kurzeinsätze. In der folgenden und vorerst letzten Saison in Osijek kam er final nur noch sporadisch zum Einsatz. Im August 2011 schloss sich Škorić dem kroatischen Zweitligisten HNK Gorica an. Dort war er Stammkraft und stand in elf der 14 Ligaspiele in der Startelf. Trotzdem zog es ihn bereits Anfang 2012 zum Konkurrenten NK Naftaš HAŠK Zagreb. Auch hier war er gesetzt und kam bis Sommer des Folgejahres in 37 Partien zum Einsatz. In 27 dieser stand er über die volle Distanz auf dem Feld. Im Juli 2013 wechselte er zurück zu seinem ehemaligen Verein NK Osijek. Hier schien sich zunächst die Vergangenheit zu wiederholen, auf sechs Einsätze über 90 Minuten folgten sechs Monate mit nur sporadischer Einsatzzeit. Ab Februar war er erneut Stammspieler und so verzeichnete er bis Ende der Saison 23 Einsätze. In der Spielzeit 2014/15 kam er in 31 Partien zum Einsatz. In der folgenden Saison stand er zunächst nicht in den Spieltagskadern, ab dem neunten Spieltag war er wieder Stammkraft. Auch 2016/17 stand er bis zum 13. Spieltag nicht im Kader. Im Anschluss absolvierte er allerdings noch 22 Ligaspiele und zog mit seiner Mannschaft bis ins Halbfinale des kroatischen Fußballpokals ein, wo sie gegen HNK Rijeka scheiterten. 2017 debütierte er auf internationalem Terrain in der Qualifikation zur UEFA Europa League. Nachdem die Mannschaft hier zunächst in den ersten drei Qualifikationsrunden über UE Santa Coloma, den FC Luzern und die PSV Eindhoven siegreich blieb, scheiterte man in den Play-offs gegen FK Austria Wien. In der Liga bestritt er 31 von 36 möglichen Spielen, zwölf hiervon erstmals als Kapitän. In der Saison 2018/19 lief Škorić dauerhaft als Kapitän auf und stand in 34 Ligaspielen auf dem Platz. Im kroatischen Pokalwettbewerb zog man erneut bis ins Halbfinale ein, in der Europa League scheiterte man in der zweiten Runde der Qualifikation gegen die Glasgow Rangers. Die nächste Saison endete mit den gleichen Ergebnissen in Pokal und internationalem Wettbewerb. Auch in der Liga war Škorić erneut gesetzt, kam in 31 Partien zum Einsatz. Selbiges gilt für die Spielzeit 2020/21 mit 30 bestrittenen Spielen.

### Nationalmannschaft
Nachdem Škorić von 2006 bis 2009 schon für diverse kroatische Jugendauswahlen gespielt hatte, debütierte er am 27. Mai 2017 für dessen A-Nationalmannschaft in einem Testspiel gegen Mexiko (2:1). Im Juni 2021 stand er im kroatischen Kader für die Europameisterschaft, kam dort während des Turniers aber nicht zum Einsatz.

## Erfolge
HNK Rijeka
Kroatischer Meister : 2025
Kroatischer Fußballpokal : 2025